# Cuenca de disipación

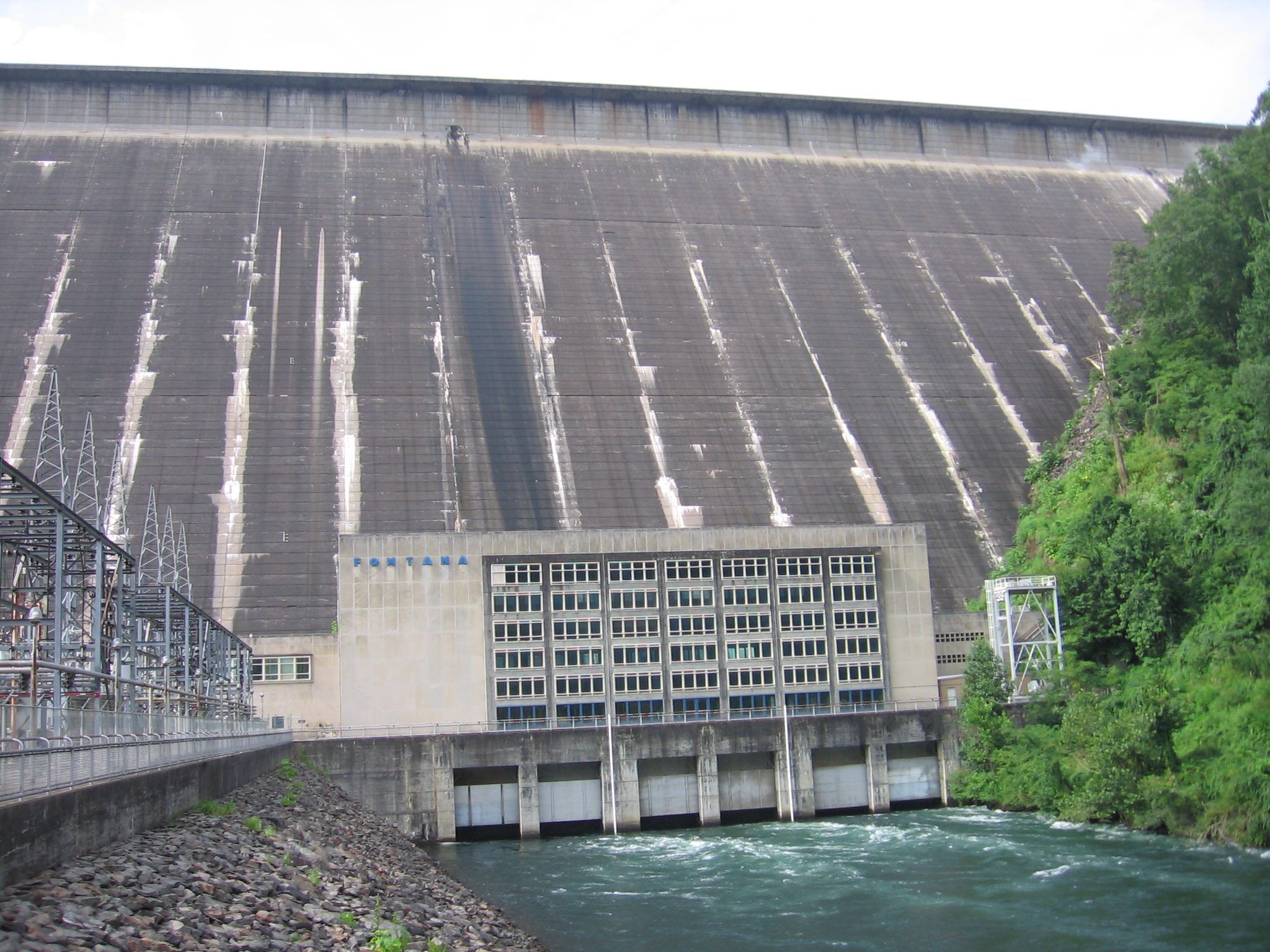
Cuenca de disipación a la salida de una usina hidroeléctrica.

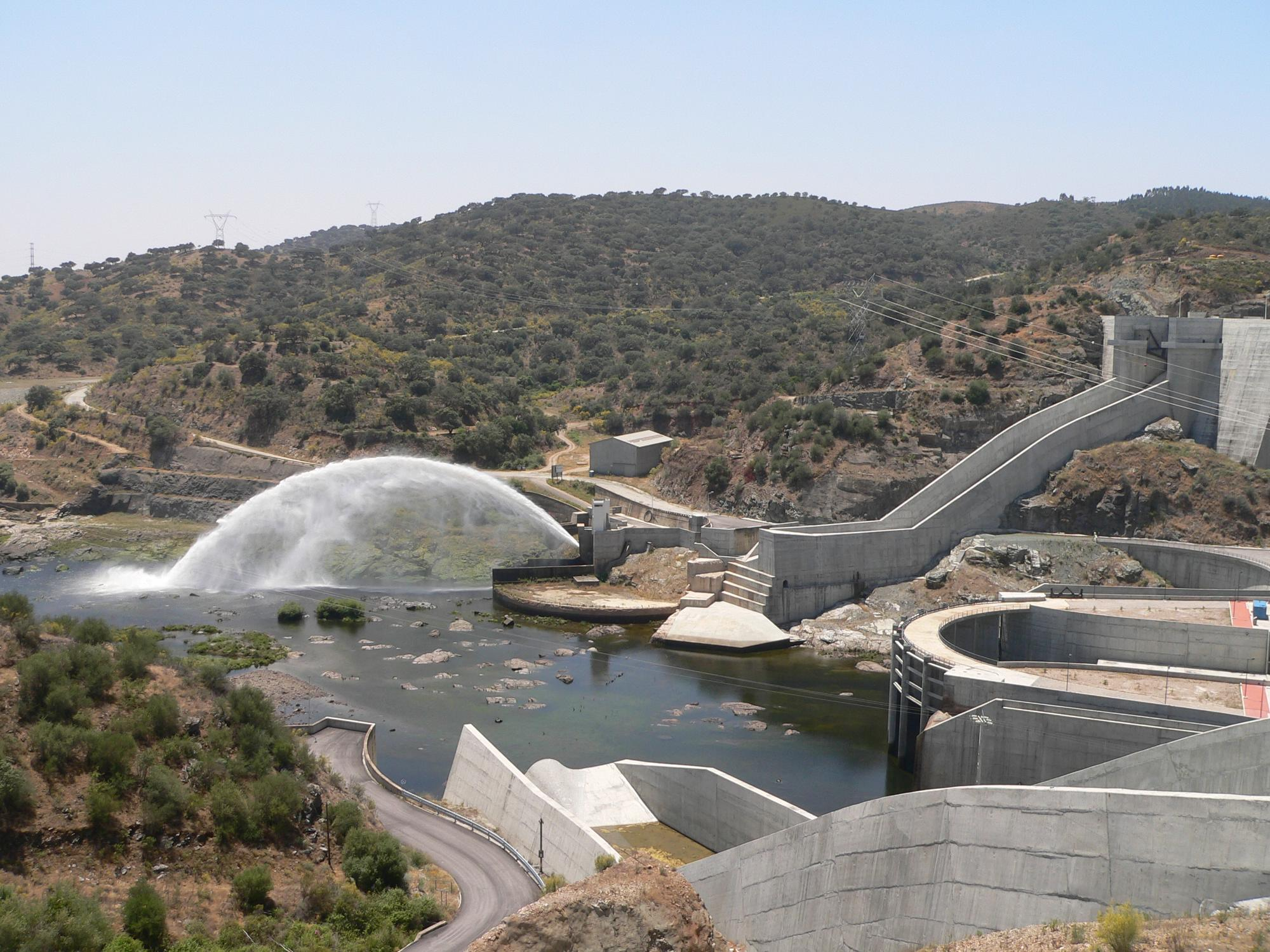
Cuenca de disipación de una descarga de fondo.

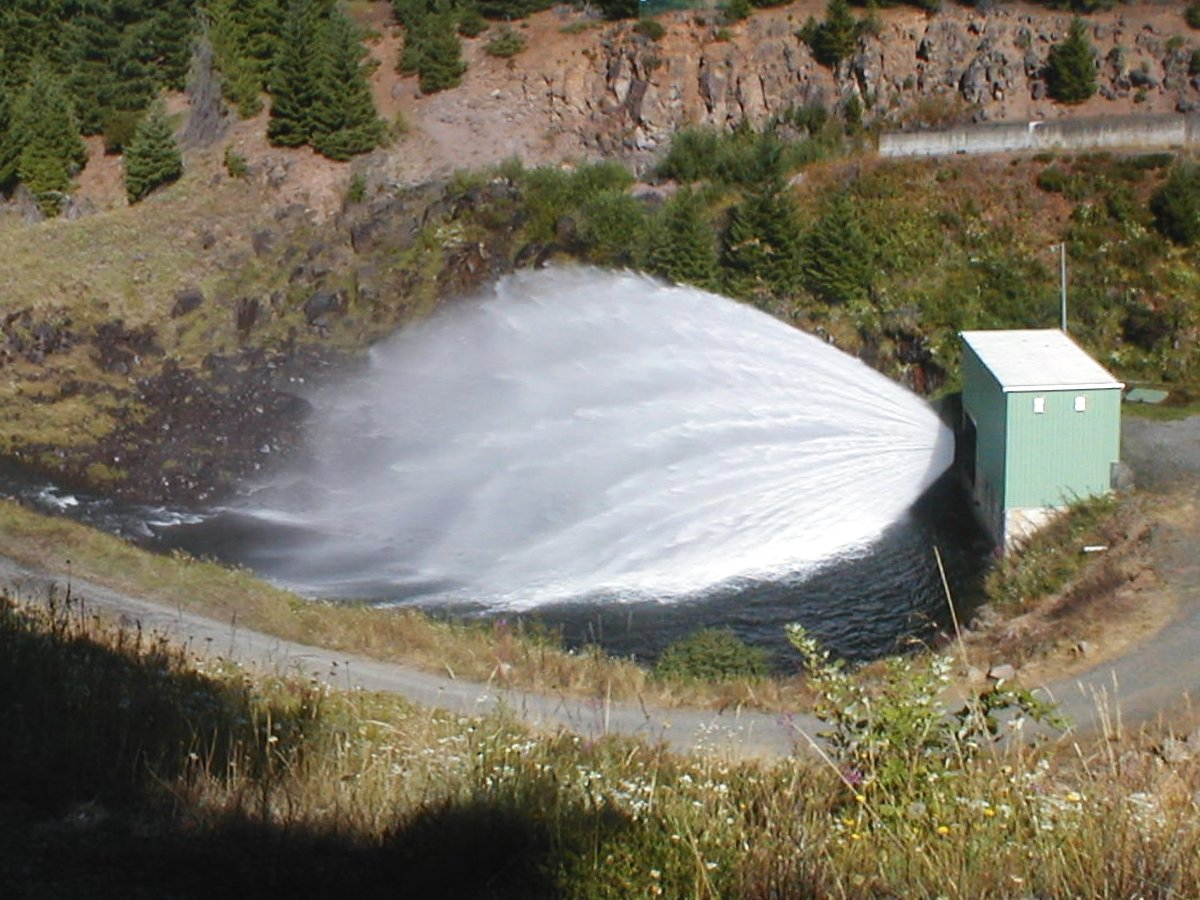
Descarga de fondo mediante una válvula Howell Bunger.

La cuenca de disipación —en una obra hidráulica— está destinada a amortiguar y disipar la energía cinética del agua. Estos dispositivos son necesarios en:
- La parte inferior de un vertedero, ya sea libre o provisto de compuertas;
- La salida de las turbinas de una central hidroeléctrica. Cuanto más calma está el agua al salir de la usina, mejor se habrá aprovechado la energía disponible en el salto;
- La descarga de fondo de las represas. Se crea, mediante un obstáculo en el lecho del río, una reducción de la sección, y consecuentemente una “poza de agua” que actúa como amortiguador en la caída del chorro de agua que sale a alta velocidad por la descarga de fondo. El obstáculo puede ser de concreto, o simplemente dejando de excavar la roca existente en el lugar;
- La descargas de agua de las esclusas;
- La salida de una línea de impulsión, o de una tubería en general.

Aguas abajo de la cuenca de disipación el curso de agua debe haber perdido su capacidad de erosión a causa de su turbulencia.